# Kaimganj
Kaimganj is een stad en gemeente in het district Farrukhabad van de Indiase staat Uttar Pradesh. 

## Demografie
Volgens de Indiase volkstelling van 2001 wonen er 31.127 mensen in Kaimganj, waarvan 54% mannelijk en 46% vrouwelijk is. De plaats heeft een alfabetiseringsgraad van 64%. 